# Zabzugu/Tatale
Le district de Zabzugu/Tatale est l’un des 20 districts de la Région du Nord du Ghana.